# Música i matemàtiques

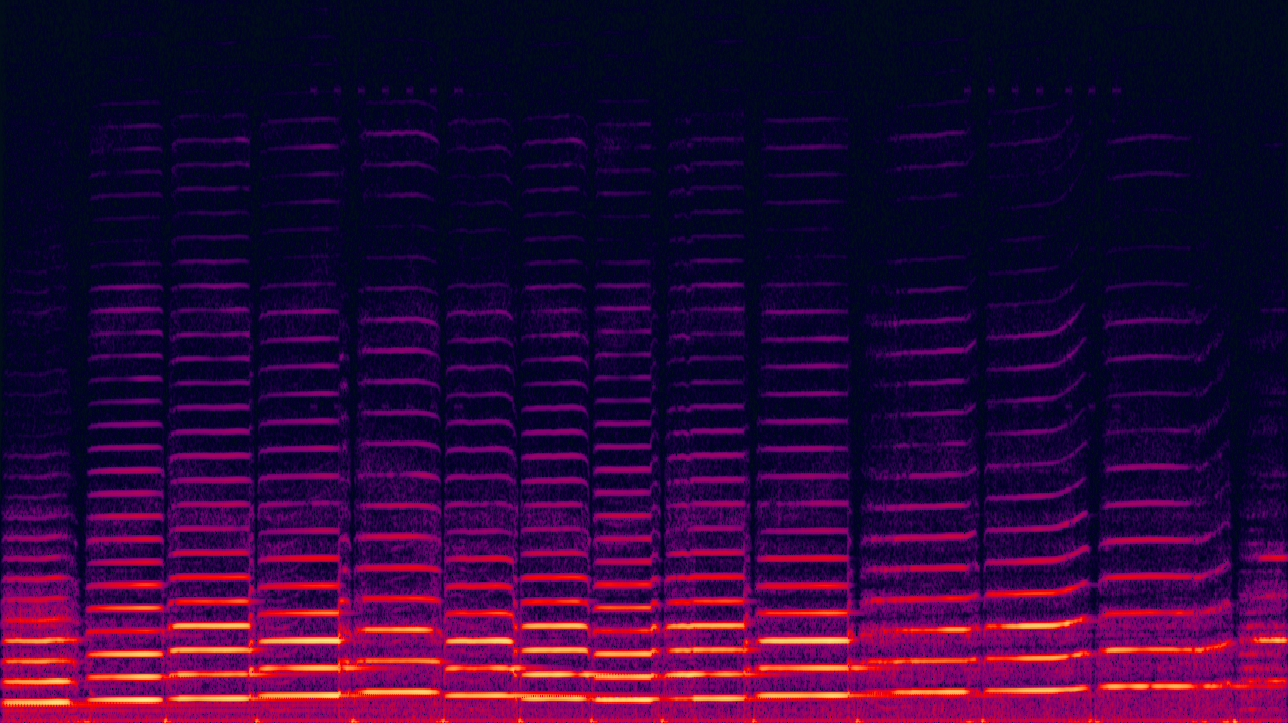
L'espectrograma d'una forma d'ona de violí, amb freqüència lineal a l'eix vertical i temps a l'eix horitzontal. Les línies brillants mostren com els components espectrals canvien amb el temps. La intensitat del color és logarítmica (el negre és -120 dBFS).

La teoria musical analitza el to, el temps i l'estructura de la música, utilitzant les matemàtiques per estudiar elements musicals com el tempo, les progressions harmòniques, la forma i la mètrica. L'intent d'estructurar i de comunicar noves maneres de compondre i escoltar, ha donat lloc a aplicacions musicals de la teoria de conjunts, l'àlgebra abstracta i la teoria de nombres.
Malgrat que la teoria musical no té cap fonament axiomàtic en les matemàtiques modernes, la base del so musical es pot descriure matemàticament (utilitzant l'acústica) i mostra «una notable varietat de propietats numèriques».

## Història
Diverses cultures al llarg de la història han estudiat els principis matemàtics del so, incloent-hi la Xina antiga, l'Índia, Egipte i Mesopotàmia, però foren els pitagòrics de l'antiga Grècia (en particular Filolau i Arquítas) van ser els primers a investigar l'expressió de les escales musicals en termes de proporcions numèriques, especialment les proporcions dels nombres enters petits. La seva doctrina central era que «tota la natura consisteix en l'harmonia que emergeix dels nombres».
Des de l'època de Plató, l'harmonia s'ha considerat com a una branca fonamental de la física, ara coneguda com a acústica musical. Els primers teòrics indis i xinesos mostren enfocaments similars, intentant demostrar que les lleis matemàtiques dels harmònics i els ritmes eren fonamentals, no només per a la nostra comprensió del món, sinó també per al benestar humà. Confuci, així com Pitàgores, considerava els nombres petits 1, 2, 3 i 4 com a font de perfecció total.

## Temps, ritme i metre
Sense els límits de l'estructura rítmica (una disposició fonamental i regular de la repetició del pols, els accents, les frases i la durada) la música no seria possible. L'ús musical modern de termes com metre i mesura reflecteixen la importància històrica de la música, juntament amb l'astronomia, en el desenvolupament del recompte, l'aritmètica, la mesura exacta del temps i la periodicitat, fonamental per la física.
Els elements de la forma musical sovint construeixen proporcions estrictes o estructures hipermètriques (potències dels números 2 i 3).

## Forma musical
La forma musical és l'estructura per la qual es regeix una peça musical breu. El terme «estructura» també s'utilitza en arquitectura, amb la qual sovint es compara la forma musical. Com fan els arquitectes, els compositors han de tenir en compte la funcionalitat de l'obra i els mitjans disponibles, economitzant i fent ús de la repetició i l'ordre. Les formes típiques conegudes com a binària i ternària demostren una vegada més la importància dels nombres enters petits per a la comprensió i l'atractiu de la música.

## Freqüència i harmonia

Figures de Chladni produïdes per vibracions sonores en pols fina sobre una placa quadrada. (Ernst Chladni, Acústica, 1802)

Una escala musical és un conjunt discret d'altures, utilitzada per crear o descriure música. L'escala més important de la tradició occidental és l'escala diatònica, però s'han usat i proposat moltes altres, en diverses èpoques històriques, i arreu del món. Cada to correspon a una freqüència en particular, expressada en hertzs (Hz). Una escala té un interval de repetició, normalment l'octava. L'octava d'un to fa referència exactament al doble de la freqüència d'aquell to.
Les octaves superiors es troben multiplicant la freqüència fonamental per quatre, vuit, setze, etc. Les octaves inferiors es troben a la meitat, a un quart, a una vuitena part, i així successivament, de la freqüència fonamental. En l'harmonia musical, sempre que un to es considera concordant, ho és també en la resta d'octaves. Per tant, les notes generalment es tenen noms semblants als sistemes musicals, sigui quina sigui la seva octava (per exemple, totes s'anomenaran do, A o sa, segons el sistema).
Quan s'expressa com a amplada de banda de freqüència, una octava A₂ – A₃ (segons el nom científic, on el do central = C₃) abasta des de 110 Hz a 220 Hz (amplada = 110 Hz). La següent octava abastarà des de 220 Hz fins a 440 Hz (amplada = 220 Hz). La tercera octava abasta des de 440 Hz a 880 Hz (amplada = 440 Hz) i així successivament. Cada octava successiva abasta el doble del rang de freqüències de l'octava anterior.

Aquest diagrama mostra la naturalesa exponencial de les octaves quan es mesuren en una escala de freqüència lineal.

Aquest diagrama mostra les octaves tal com apareixen en el sentit d'intervals musicals, igualment separats.

Com que sovint interessen les relacions o proporcions entre els tons (coneguts com a intervals) més que les freqüències exactes per descriure una escala, se sol fer referència a les altures d'una escala segons la seva proporció des d'un to en particular, que se li dona el valor d'u (sovint escrit 1/1), generalment una nota que funciona com a tònica de l'escala. Per comparar la mida d'un interval, sovint s'utilitzen cents (centèsimes de semitò).
| Interval        | Nota | Nom científic | Hz  | Múltiple de la fonamental | Ràtio dins de l'octava    | Cents dins de l'octava |
| --------------- | ---- | ------------- | --- | ------------------------- | ------------------------- | ---------------------- |
| fonamental      | la   | A₂            | 110 | {\displaystyle 1x}        | {\displaystyle 1/1=1x}    | 0                      |
| octava          | la   | A₃            | 220 | {\displaystyle 2x}        | {\displaystyle 2/1=2x}    | 1200                   |
| octava          | la   | A₃            | 220 | {\displaystyle 2x}        | {\displaystyle 2/2=1x}    | 0                      |
| quinta perfecta | mi   | E4            | 330 | {\displaystyle 3x}        | {\displaystyle 3/2=1.5x}  | 702                    |
| octava          | la   | A4            | 440 | {\displaystyle 4x}        | {\displaystyle 4/2=2x}    | 1200                   |
| octava          | la   | A4            | 440 | {\displaystyle 4x}        | {\displaystyle 4/4=1x}    | 0                      |
| tercera major   | do♯  | C♯5           | 550 | {\displaystyle 5x}        | {\displaystyle 5/4=1.25x} | 386                    |
| quinta perfecta | mi   | E5            | 660 | {\displaystyle 6x}        | {\displaystyle 6/4=1.5x}  | 702                    |
| sèptima menor   | sol  | G5            | 770 | {\displaystyle 7x}        | {\displaystyle 7/4=1.75x} | 969                    |
| octava          | la   | A5            | 880 | {\displaystyle 8x}        | {\displaystyle 8/4=2x}    | 1200                   |
| octava          | la   | A5            | 880 | {\displaystyle 8x}        | {\displaystyle 8/8=1x}    | 0                      |

Hi ha dos tipus principals de sistemes d'afinació: el temperament igual i el temperament mesotònic. Les escales de temperament igual es construeixen dividint una octava en intervals iguals dins d'una escala logarítmica, resultant en escales perfectament dividides uniformement, però amb proporcions de freqüències irracionals. Per altra banda, les escales mesotòniques es construeixen multiplicant les freqüències per nombres racionals, donant lloc a proporcions simples però amb divisions desiguals de l'escala.
Una diferència important entre les afinacions de temperament igual i les del temperament mesotònic són en els batiments, produïts quan dues notes properes sonen juntes, la qual cosa afecta l'experiència subjectiva de consonància i dissonància. Tots dos sistemes, així com la gran majoria de la música en general, tenen escales que es repeteixen en l'interval d'octava, que es defineix com la ràtio de freqüència 2:1. És a dir, cada vegada que es duplica la freqüència, l'escala es repeteix.
Els fitxers a continuació mostren la diferència entre els temperaments igual i mesotònic:
- Dues ones sinusoidals reproduïdes consecutivament: aquesta mostra té un semitò a 550 Hz (do♯ en el temperament mesotònic), seguit d'un semitò a 554,37 Hz (do♯ en el temperament igual).
- Les mateixes dues notes, col·locades damunt d'un pedal de la 440: aquesta mostra conté un interval de segona. La nota més baixa és un la (de 440 Hz) i la nota superior és un do♯ en el temperament igual durant el primer segon, i un do♯ en el temperament mesotònic durant l'últim segon. Les diferències de fase fan més fàcil de detectar la transició que no pas en la mostra anterior.

### Temperament mesotònic

Els primers 16 harmònics, amb noms i freqüències, que mostren la naturalesa exponencial de l'octava i la naturalesa fraccional simple dels harmònics no octavals.

Els primers 16 harmònics, amb freqüències logarítmiques.

La gamma natural, el tipus més comú de temperament mesotònic, és un sistema d'afinació que utilitza harmònics de nombres regulars d'una sola freqüència fonamental. Aquesta va ser una de les escales que Johannes Kepler va presentar en el llibre Harmonices Mundi (1619) en relació amb el moviment planetari. La mateixa escala, transposada, es pot trobar en el Treatise of Musick: Speculative, Practical and Historical (1721) del matemàtic i teòric musical escocès Alexander Malcolm i pel teòric Jose Wuerschmidt al segle xx. Una escala similar s'usa en la música del nord de l'Índia.
El compositor nord-americà Terry Riley també va fer ús de la seva forma invertida en la seva obra Harp of New Albion. El temperament mesotònic dona resultats superiors quan hi ha una progressió d'acords petita (o no n'hi ha directament): la veu, així com altres instruments, tendeix a adaptar un temperament mesotònic. Tot i això, dona dos intervals de to diferents (9:8 i 10:9) ja que un instrument d'afinació fixa, com ara un piano, no pot canviar de tonalitat. Per calcular la freqüència d'una nota en una escala donada en termes de proporcions, la ràtio de freqüència es multiplica per la freqüència tònica. Per exemple, amb una tònica de la 4 (per damunt del do central), la freqüència és de 440 Hz, i una quinta justa per sobre (mi 5) és simplement 440×(3:2) = 660 Hz.
| Semitò | Ràtio | Interval        | Natural | Semitò (ràtio) |
| ------ | ----- | --------------- | ------- | -------------- |
| 0      | 1:1   | uníson          | 480     | 0              |
| 1      | 16:15 | semitò          | 512     | 16:15          |
| 2      | 9:8   | segona major    | 540     | 135:128        |
| 3      | 6:5   | tercera menor   | 576     | 16:15          |
| 4      | 5:4   | tercera major   | 600     | 25:24          |
| 5      | 4:3   | quarta perfecte | 640     | 16:15          |
| 6      | 45:32 | tríton          | 675     | 135:128        |
| 7      | 3:2   | quinta justa    | 720     | 16:15          |
| 8      | 8:5   | sisena menor    | 768     | 16:15          |
| 9      | 5:3   | sisena major    | 800     | 25:24          |
| 10     | 9:5   | sèptima menor   | 864     | 27:25          |
| 11     | 15:8  | sèptima major   | 900     | 25:24          |
| 12     | 2:1   | octava          | 960     | 16:15          |

L'afinació pitagòrica és una afinació basada només en les consonàncies perfectes: l'octava, la quinta i la quarta perfectes. Així, la tercera major no es considera una tercera sinó un díton, és a dir «dos tons», i és (9:8)2 = 81:64, en lloc de l'interval 5:4 = 80:64 immediatament inferior. Un to sencer és un interval secundari, que es deriva de dues quintes perfectes menys una octava: (3:2)2/2 = 9:8.
La tercera major (5:4) i la tercera menor (6:5) del temperament mesotònic es troben a una coma sintònica (81:80) de distància en relació als seus equivalents pitagòrics (81:64 i 32:27 respectivament). Segons Carl Dahlhaus (1990), «la tercera dependent s'ajusta a la pitagòrica, la tercera independent, a l'afinació harmònica dels intervals».

### Temperament igual
En el temperament igual, l'octava es divideix en parts iguals, segons l'escala logarítmica. Malgrat que és possible construir una escala de temperament igual amb un nombre de notes qualsevol (per exemple, el sistema àrab de 24 tons), el nombre més comú és 12, que constitueix l'escala cromàtica. En la música occidental, si no s'especifica el contrari, s'assumeix normalment aquesta divisió en dotze intervals.
Per a l'escala cromàtica, l'octava es divideix en dotze parts iguals. Cada semitò és un interval de la dotzena arrel de dos ({\displaystyle {\sqrt[{12}]{2}}}), de manera que dotze d'aquests semitons iguals sumen exactament una octava. En els instruments amb trasts pot ser molt útil utilitzar un temperament igual, ja que els trasts s'alineen uniformement a través de les cordes. En la tradició musical europea, el temperament igual s'ha usat en la música per a llaüt i guitarra, molt abans de ser implementat en altres tipus d'instruments (com, per exemple, els de teclat). Gràcies a aquests precedents històrics, el temperament igual de dotze tons és ara el sistema d'entonació dominant al món occidental, així com gran part del món no occidental.

## Relació amb les matemàtiques

### Teoria de conjunts
La teoria musical de conjunts (musical set theory en anglès) utilitza el llenguatge de la teoria matemàtica de conjunts, de manera bàsica, per organitzar objectes musicals i descriure-hi les relacions. Per analitzar l'estructura d'una peça musical (generalment atonal) utilitzant la teoria musical de conjunts, normalment es comença amb un conjunt de tons que podrien formar motius o acords. Aplicant operacions senzilles, com la transposició i la inversió, es poden descobrir estructures subjacents en la música. Aquest tipus d'operacions s'anomenen isometries, ja que conserven els intervals entre els tons d'un conjunt.

### Àlgebra abstracta
Ampliant els mètodes de la teoria musical de conjunts, alguns teòrics han utilitzat l'àlgebra abstracta per analitzar música. Per exemple, les classes de to, en una octava igualment temperada, formen un grup abelià amb 12 elements. Tanmateix, és possible descriure el temperament mesotònic en termes d'un grup abelià lliure.
La teoria de la transformació és una branca de la teoria musical desenvolupada per David Lewin. Aquesta permet aplicar-se de manera general, ja que posa l'èmfasi en les transformacions entre objectes musicals, més que en els objectes musicals en si.
Els teòrics també han proposat conceptes algebraics més sofisticats a la música. La teoria dels temperaments regulars s'ha desenvolupat extensivament amb una àmplia gamma de matemàtiques sofisticades, com per exemple associant cada temperament regular a un punt racional en un espai grassmannià.
L'escala cromàtica té una acció lliure i transitiva del grup cíclic {\displaystyle \mathbb {Z} /12\mathbb {Z} }, amb l'acció definida mitjançant la transposició de notes. Així doncs, l'escala cromàtica es podria pensar com a un torsor del grup.

### Nombres i sèries
Alguns compositors han incorporat la proporció àuria i els nombres de Fibonacci a la seva obra.

### Teoria de categories
El matemàtic i musicòleg Guerino Mazzola ha utilitzat la teoria de categories per desenvolupar una teoria musical, que inclou l'ús de la topologia com a base del ritme i motius, així com la geometria diferencial per a explicar el fraseig musical, el tempo, i l'entonació.

## Músics que també van ser o són matemàtics
- Albert Einstein – Pianista i violinista excel·lent.
- Art Garfunkel (Simon & Garfunkel) – Màster en Educació Matemàtica, Universitat de Colúmbia.
- Brian May (Queen) – BSc (Hons) en Matemàtiques i Física, PhD en Astrofísica, tots dos per l'Imperial College de Londres.
- Dan Snaith – Doctorat en Matemàtiques, Imperial College de Londres.
- Delia Derbyshire – Llicenciada en matemàtiques i música per Cambridge.
- Jonny Buckland (Coldplay) – Astronomia i matemàtiques al University College de Londres.
- Kit Armstrong – Llicenciat en música i Màster en matemàtiques.
- Manjul Bhargava – Toca el tabla i va guanyar la medalla Fields el 2014.
- Phil Alvin (The Blasters) – Matemàtiques, Universitat de Califòrnia, Los Angeles
- Philip Glass – Matemàtiques i filosofia a la Universitat de Chicago.
- Tom Lehrer – Llicenciat en matemàtiques per la Universitat Harvard.
- William Herschel – Astrònom i tocava l'oboè, el violí, el clavicèmbal i l'orgue.
- Jerome Hines – Cinc articles publicats a Mathematics Magazine 1951-6.
- Donald Knuth – Organista i compositor.